# Respiro di Biot
Il  respiro di Biot  è una forma di respiro patologico in cui si alternano gruppi di 4 o 5 atti respiratori brevi e superficiali seguiti da fasi di apnea di durata variabile, ma in genere tra i 10 ed i 30 secondi. Questo tipo di respiro è una manifestazione di una grave sofferenza del centro respiratorio bulbare ed è un indice prognostico grave.

## Etimologia e storia

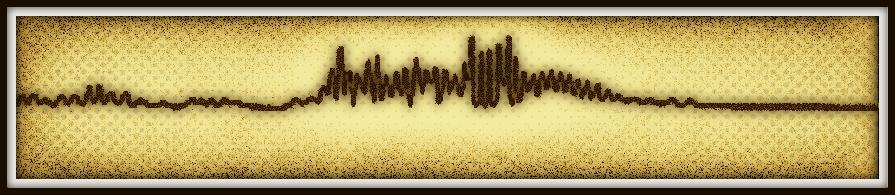
Pattern respiratorio in un soggetto con respiro di Biot

Il respiro deve il suo nome allo scopritore, Camille Biot (19 dicembre 1850-1918), che lo descrisse nel 1876. Biot osservò questa anomalia respiratoria mentre lavorava come medico interno dell'Hôtel Dieu Hospital a Lione. Nel corso della sua carriera egli ebbe occasione di scrivere diversi articoli correlati alla respirazione.

Nelle prime descrizioni del respiro che avrebbe poi preso il suo nome, Biot segnalò che un gran sospiro veniva prima della pausa apnoica, e che i periodi respiratori erano irregolari. 
Queste erano le due caratteristiche principali che venivano segnalate in pazienti con meningite e, quindi, a parere del medico francese, dovevano essere considerato caratteristici e separati rispetto al già noto respiro di Cheyne-Stokes.

Paradossalmente, nonostante la stretta correlazione clinica, si parla molto poco del respiro di Biot nei lavori clinici in genere ed in particolare in quelli sulla meningite.

## Patologie associate
Il respiro di Biot si associa a numerose e gravi patologie quali:
- Meningite
- Encefalite
- Edema cerebrale
- Erniazioni uncali o del tentorio
- Tumori endocranici
- Trauma cranico

Il respiro può inoltre associarsi ad utilizzo (in genere a scopo ricreativo) di sostanze oppiacee.

## Ulteriori considerazioni
Secondo alcuni Autori si deve distinguere il respiro di Biot dalla respirazione atassica in quanto il primo appare più regolare mentre la respirazione atassica è caratterizzata da respiri del tutto irregolari e da pause. Con l'ulteriore deterioramento della respirazione il respiro di Biot si fonde con la respirazione atassica.